# Åke Lundeberg
Åke Lundeberg (* 14. Dezember 1888 in Gävle; † 29. Mai 1939 ebenda) war ein schwedischer Sportschütze.

## Erfolge
Åke Lundeberg nahm an den Olympischen Spielen 1912 in Stockholm teil. Im Trap belegte er den 20. Platz in der Einzelwertung, während er mit der Mannschaft als Vierter knapp einen Medaillengewinn verpasste. Erfolgreicher verliefen die Wettbewerbe im Laufenden Hirsch: im Einzelschuss-Wettbewerb erzielte er 41 Punkte, sodass es zum Stechen zwischen ihm und den punktgleichen Alfred Swahn und Nestori Toivonen kam. Lundeberg schaffte in diesem 17 Treffer und damit drei weniger als Swahn, aber sechs mehr als Toivonen, womit er die Silbermedaille gewann. Sowohl in der Einzelschuss-Mannschaftswertung als auch in der Doppelschuss-Wertung wurde Lundeberg Olympiasieger. Mit 151 Punkten blieb die schwedische Mannschaft, deren Schützen in den Einzelwertungen vordere Plätze belegt hatten und damit als Favoriten in dem Wettbewerb galten, 19 Treffer vor dem US-amerikanischen Team. Im Doppelschuss erzielte er mit 79 Punkten einen neuen olympischen Rekord.
Lundeberg war Militäroffizier und Forstverwalter. Während der Olympischen Spiele 1912 arbeitete er bei der staatlichen Forstschule in Kloten.